# سیلادی
سیلادی (به مجاری: Szilágy) یک شهرستان در مجارستان است که در ناحیه پچ واقع شده‌است.